# جسم قاعدي

رسم تخطيطي لسوط خلية حقيقية النواة. 1-خيط محوري, 2-غشاء خلوي, 3-IFT (نقل داخل السوط), 4-جسم قاعدي, 5-مقطع عرضي في السوط, 6-ثلاثيات الأنيبيبات الدقيقة للجسم القاعدي.

الجسم القاعدي أو الحبيبة القاعدية أو منشأ السوط أو بليفاروبلاست (بالإنجليزية: basal body)‏ هو عضي خلوي مترافق مع تشكيل الأهداب والأسواط.